# 乌维尔拉里维耶尔
乌维尔拉里维耶尔（法語：Ouville-la-Rivière，法語發音：[uvil la ʁivjɛʁ]）是法国滨海塞纳省的一个市镇，属于迪耶普区。

## 地理
乌维尔拉里维耶尔（49°52'22"N, 0°57'33"E）面积6.34 平方千米，位于法国诺曼底大区滨海塞纳省，该省份为法国北部沿海省份，其西部及北部濒大西洋英吉利海峡，东起顺时针与索姆省、瓦兹省、厄尔省和卡爾瓦多斯省接壤。
与乌维尔拉里维耶尔接壤的市镇（或旧市镇、城区）包括：昂布吕梅尼勒、隆格伊、奥夫朗维尔、圣但尼达克隆、滨海瓦朗日维尔。

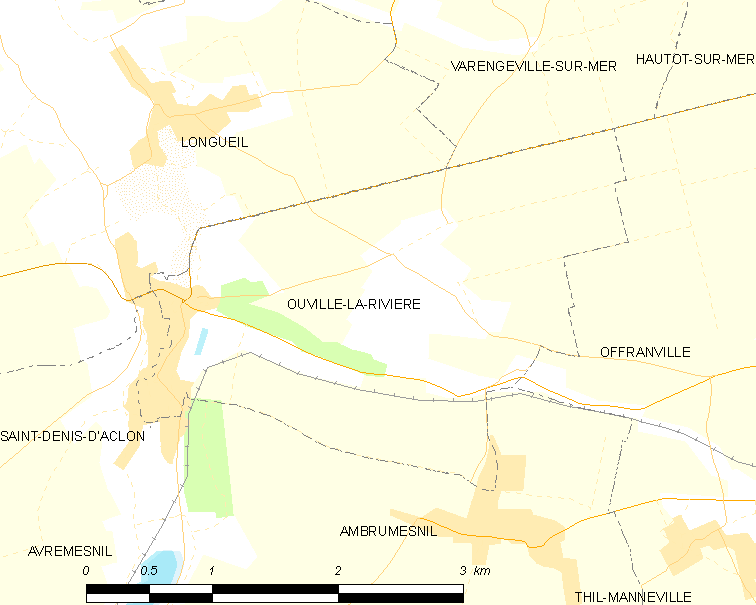
乌维尔拉里维耶尔的OSM定位图

乌维尔拉里维耶尔的时区为UTC+01:00、UTC+02:00（夏令时）。

## 行政
乌维尔拉里维耶尔的邮政编码为76860，INSEE市镇编码为76492。

## 政治
乌维尔拉里维耶尔所属的省级选区为迪耶普第一县。

## 人口

1962-2008年间乌维尔拉里维耶尔人口变化图示

乌维尔拉里维耶尔于2022年1月1日时的人口数量为461人。